# Galeria Sławy białoruskiego hokeja na lodzie
Galeria Sławy białoruskiego hokeja na lodzie – narodowa galeria sławy w hokeju na lodzie na Białorusi.
Została założona w 2012 roku w Mińsku celem upamiętnienia zasłużonych białoruskich zawodników, trenerów i działaczy hokejowych. Jako pierwszy został do niej przyjęty pośmiertnie Rusłan Salej, który zginął 7 września 2011 w katastrofie samolotu pasażerskiego JAK-42 w pobliżu Jarosławia. Wraz z drużyną Łokomotiw Jarosław udawał się do Mińska na inauguracyjny mecz ligi KHL sezonu 2011/12 z Dynama Mińsk. W ceremonii 10 lutego 2012 roku w hali Mińsk-Arena została umieszczona reprezentacyjna koszulka Saleja z numerem 24.